# Госанкэ
Токугава Госанкэ (яп. 徳川御三家  буквально «Три Дома Токугава»), Госанкэ или, ещё проще, Санкэ — название трёх ветвей японского рода Токугава, произошедших от трёх младших сыновей основателя рода Токугавы Иэясу (Ёсинао, Ёринобу и Ёрифусы). Если в том была необходимость, среди преемников этих домов выбирался сёгун, ведь они были родственными правящей династии. Эти дома были названы Овари, Кии и Мито. Они продолжают существовать даже после отмены системы административных владений (хан) периода Эдо.

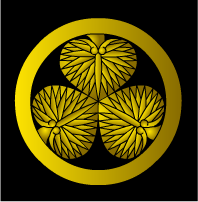
Мару-ни-мицуба аои (круг вокруг трёх листьев штокрозы), мон рода Токугава

В период Эдо термин госанкэ также мог относиться к различным другим комбинациям домов Токугава (например, сёгун и дома Овари и Кии).

## История
После основания своего сёгуната Иэясу продолжил назначать членов своей семьи на ключевые посты. Ёсинао, его девятый сын, был назначен даймё Нагои (провинция Овари), десятый сын — Ёринобу — даймё Вакаямы (провинция Кии) и одиннадцатый сын — Ёрифуса — даймё Мито (провинция Хитати). Вследствие такого распределения феодов были основаны дома, которые официально называются Дом Овари рода Токугава (яп. 尾張徳川家 Овари Токугава-кэ), Дом Кии рода Токугава (яп. 紀伊徳川家 Кии Токугава-кэ) и Дом Мито рода Токугава (яп. 水戸徳川家 Мито Токугава-кэ). Иэясу дал им право на назначение своего сёгуна в том случае, если не останется преемников у главной линии. Действительно, в течение периода Эдо такое случалось дважды: когда в 1716 году умер, не оставив наследника, седьмой сёгун, и после смерти тринадцатого сёгуна в 1858 году.
Госанкэ имели самый высокий ранг относительно других симпанов, даймё, которые были родственники сёгуна. После Реставрации Мэйдзи, в рамках системы кадзоку, руководители трёх домов стали маркизами. В 1929 году глава дома Мито был возведён из маркиза в герцоги.

### Дом Овари
Старшим из трёх домов был дом Овари. Первым в этой линии был Токугава Ёсинао, девятый сын Иэясу. Он и его наследники были даймё в княжестве Овари (хан Овари) с его политико-административным центром в замке Нагоя. Доходность феодальных владений равнялась 619 500 коку, коку определялся как количество риса, потребляемое в течение года одним взрослым человеком (около 180 литров). Урожаи риса у дома Овари были больше, чем у других домов. Перед отменой сёгуната и системы хан, дом возглавлялся поочерёдно 17 мужчинами. Несмотря на старшинство дома Овари, только его наследники не становились сёгунами.

### Дом Кии
Вторым по старшинству был дом Кии или Кисю. Его основатель — Токугава Ёринобу, десятый сын Иэясу — был переведён в Вакаяму в 1619 году, когда предыдущий даймэ получил новое поместье. Ёринобу был даймё княжества Кии с его административным центром в замке города Вакаяма и доходом в 555 000 коку. Во время периода Эдо феодальное владение возглавляли 14 человек. Это была единственная семья, которая произвела непосредственно преемников сёгуна. В 1716 году таковым стал пятый даймё дома Кисю — Токугава Ёсимунэ. Он установил три новых дома на основе госанкэ, названных госанкьё, поставив во главе двух сыновей и внука. Их отличием было то, что преемники не правили княжествами (хан). В конечном счете один из домов госанкьё, дом Хитоцубаси, произвёл на свет двух сёгунов — Токугава Иэнари в 1787 году и Токугаву Ёсинобу в 1866 году. И, ещё в 1858 году, сёгуном становился Токугава Иэмоти из дома Кии.

### Дом Мито
Самой меньшей по старшинству была ветвь Мито. Её основателем был Токугава Ёрифуса, одиннадцатый сын Иэясу. Феодом этого дома был хан Мито в провинции Хитати с замком в городе Мито и земли первоначально с доходом  250 000 коку, а позже (1710 год) с доходом в 350 000 коку. Во главе дома стояли 11 человек, в том числе Токугава Мицукуни.  Из рождённых в доме Мито только Токугава Ёсинобу смог стать сёгуном. Однако перед этим в 1848 году Ёсинобу усыновили, он стал главой ветви Хитоцубаси дома Кии, а позже, будучи членом этого дома, последним сёгуном.